# Glauc (fill de Sísif)
|  | Aquest article tracta sobre el rei de Corint. Vegeu-ne altres significats a «Glauc». |

Segons la mitologia grega, Glauc (en grec antic Γλαῦκος Glaukos) fou un rei de Corint, fill de Sísif i de Mèrope. Va succeir al seu pare al tron d'Èfira, ciutat que aquell havia fundat, la futura Corint.
Casat amb Eurímede, fou pare de Bel·lerofont.
És conegut, sobretot per la seva mort. Va participar amb la seva quadriga als jocs fúnebres en honor de Pèlias. Iolau, fill d'Íficles, el va vèncer. Segons es diu, va portar els seus cavalls a beure en una font les aigües màgiques de la qual feien embogir, o també que va provocar la còlera d'Afrodita, ja que Glauc, per tal que les eugues fossin més ràpides, va impedir que copulessin, i això va ofendre a la deessa. Els animals, furiosos, el van destrossar i el van devorar.
Una altra llegenda diu que Glauc, el fill de Sísif, havia begut d'una font que conferia la immortalitat, però ningú no volia creure en la seva transformació, i per persuadir els homes, Glauc es llençà al mar i es va convertir en un déu marí que errava per les onades. Els mariners que topaven amb ell estaven segurs que moririen aviat.